# 北貝里克 (緬因州)
北貝里克（英語：North Berwick）是一個位於美國緬因州約克縣的鎮。

## 人口
根據2020年美國人口普查的數據，北貝里克的面積為98.83平方千米，當中陸地面積為98.47平方千米，而水域面積為0.36平方千米。當地共有人口4978人，而人口密度為每平方千米50人。